# Galović Selo
Galović Selo is een plaats in de gemeente Duga Resa in de Kroatische provincie Karlovac. De plaats telt 85 inwoners (2001).